# Forța Națională de Apărare Etiopiană
Forța Națională de Apărare Etiopiană (FNAE) este forța militară a Etiopiei. Direcția civilă a armatei se realizează prin intermediul Ministerului Apărării, care supraveghează forțele terestre, forțele aeriene, precum și sectorul industriei de apărare.
Dimensiunea FNAE-ului a fluctuat semnificativ de la sfârșitul războiului cu Eritreea din 2000. În 2002, forțele de apărare etiopiene aveau o forță de aproximativ 250.000-350.000 de soldați.